# Monumento natural (España)
Un monumento natural es una figura específica de protección de la naturaleza en España.

## Descripción
La legislación española define a los monumentos naturales como espacios o elementos de la naturaleza constituidos básicamente por formaciones de notoria singularidad, rareza o belleza, que merecen ser objeto de una protección especial. Considera también monumentos naturales los árboles singulares y monumentales, las formaciones geológicas, los yacimientos paleontológicos y mineralógicos, los estratotipos y demás elementos de la gea que reúnan un interés especial por la singularidad o importancia de sus valores científicos, culturales o paisajísticos.

## Historia
En 1927 se creó en España la figura de monumento natural de interés nacional, mediante Real Orden 176/1927 de 15 de julio.
El monumento natural aparecía como tal en la Ley 4/1989, de 27 de marzo, de Conservación de los Espacios Naturales y de la Flora y Fauna Silvestres como una de las posibles categorías de espacio natural protegido, en una lista que, además de los «Monumentos Naturales», también incluía a «Parques», «Reservas Naturales» y «Paisajes Protegidos». El monumento natural vuelve a figurar en la Ley 42/2007, de 13 de diciembre, del Patrimonio Natural y de la Biodiversidad, en una lista en la que además de las denominaciones de la Ley 4/1989 se añaden las «áreas marinas protegidas».
La cesión de competencias a las comunidades autónomas dio lugar a la aparición de numerosas variantes regionales a lo largo del territorio nacional en lo que a nomenclatura y tipos de protección respecta. A fecha de 2005 la figura de monumento natural estaba contemplada en las legislaciones de Andalucía, Principado de Asturias, Castilla y León, Región de Murcia, Comunidad Valenciana, Navarra, Aragón, Extremadura, Castilla-La Mancha, Islas Canarias, Galicia y La Rioja, faltando sin embargo en las del País Vasco, Cataluña e Islas Baleares. Cantabria y la Comunidad de Madrid no habían desarrollado legislación específica.